# HMS Verbena (K85)
HMS Verbena (K85) je bila korveta razreda flower Kraljeve vojne mornarice, ki je bila operativna med drugo svetovno vojno.

## Zgodovina
Ladjo so 17. maja 1947 prodali in jo nato 1. oktobra 1951 razrezali v Blythu.